# Jaromír Jágr
Jaromír Jágr (Kladno, 15 febbraio 1972) è un hockeista su ghiaccio ceco, fino al 1993 cecoslovacco.
Gioca nel Rytiri Kladno, squadra della città ove nacque e nella quale esordì e di cui è azionista di maggioranza, e che milita in Extraliga ceca; Jágr ha giocato sempre con il 68 come numero di maglia, in ricordo della primavera di Praga, durante la quale perse entrambi i nonni. È il secondo miglior marcatore della storia in NHL con 1921 punti (766 goal e 1155 assist). Nel 2017, in occasione del centenario della NHL è stato inserito nell’esclusivo gruppo dei 100 più grandi giocatori di sempre. Il 18 febbraio 2024, prima della partita di campionato contro i Los Angeles Kings, in un cerimoniale alla Paints Arena, i Pittsburgh Penguins ritirarano per sempre il suo numero di maglia. Nessuno potrà più indossare il 68. Jagr a 52 anni è ancora un giocatore in attività nel massimo campionato ceco. È considerato uno dei migliori giocatori in assoluto di tutti i tempi.

## Carriera sportiva
Mostrò già da giovanissimo il suo talento atletico: a tre anni cominciò con il pattinaggio di velocità, per poi passare all'hockey su ghiaccio, esordendo nel massimo campionato cecoslovacco a soli 16 anni.
Fu il primo giocatore cecoslovacco che, nel 1990, andò a giocare in NHL senza per questo dover rifugiarsi in occidente. Fu indicato come prima scelta (quinta assoluta) dai Pittsburgh Penguins, rimanendovi per dieci anni. Inizialmente, anche in occasione delle Stanley Cup 1991 e 1992, era una riserva, a causa della grande concorrenza nel suo settore. Il suo talento fiorì del tutto nella stagione 1994-1995 ridotta per il lock out: in quell'anno (70 punti, frutto di 32 gol e 38 assist in 48 partite) e poi ininterrottamente dal 1997 al 2001 vinse l'Art Ross Memorial Trophy come miglior marcatore NHL. Faceva parte della spedizione olimpica della Repubblica Ceca che vinse l'oro a Nagano 1998 ed al titolo iridato del 2005.
Nella stagione del primo lockout, il 1994-95, Jaromír Jágr tornò a giocare per qualche tempo in Europa, dapprima nella sua città natale con l'HC Kladno, poi in Italia con l'Hockey Club Bolzano (con i biancorossi disputò la fase finale del Torneo 6 nazioni, alla fine vinto), infine in Germania, dove disputò una partita con l'EHC Schalke, squadra di seconda divisione, prima di tornare negli Stati Uniti.

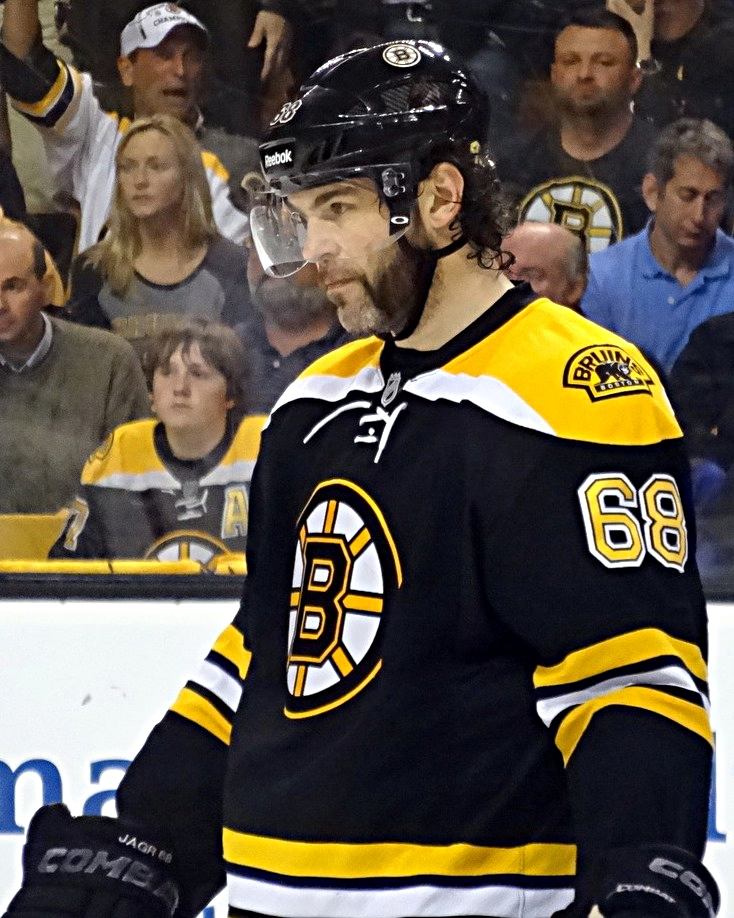
Jágr con la maglia dei Bruins nel 2013

Con il ritorno di Mario Lemieux dalla sua pausa di riflessione, i Penguins si trovarono in squadra due grandi campioni. Le tensioni tra le due star tuttavia crebbero, e ad esse si aggiunsero problemi finanziari per la franchigia, che si vide così costretta - per risparmiare l'elevato ingaggio del ceco - a cederlo ai Washington Capitals l'11 luglio 2001. In 806 gare con i Penguins, Jagr è l'unico giocatore, dopo Lemieux, ad aver realizzato più di 1000 punti con la squadra della Pennsylvania.
Jagr firmò con i capitolini statunitensi un contratto di 7 anni da 77 milioni di dollari (11 a stagione), all'epoca il più costoso della storia. La sua prima stagione non fu però molto fortunata: pur realizzando 79 punti (31 gol e 48 assist) in 69 gare, non riuscì a portare i Capitals ai playoff. Anche l'annata successiva, terminata comunque con il raggiungimento dei playoff, fu avara di successi. A metà della stagione seguente, il 23 gennaio 2004, venne ceduto ai New York Rangers in cambio di Anson Carter.
Durante la stagione del lockout 2004/05 tornò ancora in Europa, di nuovo a Kladno, e poi in Russia con l'Avangard Omsk. Nella stagione 2005-2006 tornò a New York, giocando una incredibile stagione da 123 punti (54 gol e 69 assist) in 82 partite, che gli garantirono il Lester B. Person Award. Pur giocando altre due ottime annate, nell'estate del 2008 non rinnovò il contratto con i newyorchesi, e tornò in Russia, all'Avangard Omsk, per terminare la sua carriera. Vi rimase per tre stagioni, vincendo la Continental Cup nel 2011.
Nel 2005, intanto, con l'oro vinto ai Mondiali di Vienna con la sua nazionale, era diventato membro del Triple Gold Club.
Ai XXI Giochi olimpici invernali di Vancouver, è stato il portabandiera della Repubblica Ceca.
Svincolatosi dai russi, il 1º luglio 2011, a 39 anni, firma un contratto di un anno per 3.3 milioni con i Philadelphia Flyers, tornando in NHL. Terminata la stagione, firma per i Dallas Stars un contratto annuale a 4.5 milioni, ma inizia il lock-out e quindi fa ritorno al Kladno. Con la riapertura del campionato, riesce a debuttare con i texani il 19 gennaio 2013 in una partita vinta per 4-3 con i Phoenix Coyotes mettendo a referto due gol e due assist. Il 29 marzo 2013 raggiunge quota 1000 assist in NHL, nella gara giocata contro i Minnesota Wild: è diventato il 12º giocatore a raggiungere questo traguardo, il primo non canadese. Il 2 aprile è passato ai Boston Bruins per due prospetti ed una scelta al draft. Ha esordito due giorni dopo, segnando il gol vittoria nella partita con i New Jersey Devils (1-0). La squadra ha poi raggiunto la finale di Stanley Cup, persa con i Chicago Blackhawks.
Il 22 luglio ha firmato, da free agent, un contratto annuale con i New Jersey Devils, sulla base di 2 milioni di dollari, con un bonus di ulteriori 2 milioni in caso superi le 40 partite. Ha segnato la sua prima rete con la nuova maglia il 7 ottobre in una sconfitta per 5-4 agli shootout contro gli Edmonton Oilers. Curiosamente, la rete è arrivata esattamente ventitré anni dopo il suo primo gol in NHL, realizzato proprio ai danni dei Devils. Il 1º marzo 2014, nella vittoria per 6-1 in casa dei New York Islanders, ha realizzato la sua 700ª rete nella lega. Il 13 aprile, nell'ultima gara della regular season, vinta per 3-2 con i Boston Bruins, ha realizzato due assist che gli hanno fatto raggiungere quota 1050 assist, superando Gordie Howe nella classifica assoluta della NHL, e Steve Yzerman in quella dei punti, avendone realizzati 1756. Ha chiuso la stagione come miglior marcatore della squadra.
Dopo due stagioni (2015-2017) coi Florida Panthers, ad oltre 45 anni sarebbe dovuto tornare a giocare in patria, nella 1. česká hokejová liga, con la maglia della squadra di cui è proprietario, l'Hockey Club Kladno. Il 2 ottobre 2017, tuttavia, venne reso noto l'accordo tra Jagr ed i Calgary Flames per un anno di contratto. Visti i risultati non all'altezza delle aspettative (un gol e 6 assist in 22 gare), il 29 gennaio 2018 i Flames acconsentirono ad un trasferimento in prestito proprio all'Hockey Club Kladno.

## Palmarès

### NHL
- Stanley Cup: 1991 (Pittsburgh Penguins), 1992 (Pittsburgh Penguins)
- Hart Memorial Trophy: 1999 (Finalist: 1995, 1998, 2000, 2001, 2006)
- Art Ross Trophy: 1994-1995; 1997-1998; 1998-1999; 1999-2000; 2000-2001
- Lester B. Pearson Award: 1998-1999; 1999-2000; 2005-2006
- Primo All-Star Team: 1994-1995; 1995-1996; 1997-1998; 1998-1999; 1999-2000; 2000-2001; 2005-2006; 2015-2016
- Secondo All-Star Team: 1996-1997
- All-Rookie Team: 1990-1991
- Maggior numero di goal decisivi (Game Winning Goal): 1995-1996

### KHL
- All-Star Game: 2008-2009, 2009-2010; 2010-2011

### Giochi Olimpici
- Oro: Nagano 1998 (Roster Rep. Ceca)
- Bronzo: Torino 2006

### Campionato mondiale IIHF
- Oro: 2005 (Roster Rep. Ceca); 2010 (Roster Rep. Ceca)
- Bronzo: 1990; 2011
- All-Star Team: 2004; 2005
- 3 Migliori giocatore della squadra : 2009; 2010

### Campionato mondiale IIHF U-20
- Bronzo: 1990
- All-Star Team: 1990
- Giocatore con il maggior numero di Assist: 1990

### Campionato europeo IIHF U-18
- Argento: 1989

## Statistiche
| Stagione    | Club                | Lega        | Stagione regolare | Stagione regolare | Stagione regolare | Stagione regolare | Stagione regolare | Play-Off | Play-Off | Play-Off | Play-Off | Play-Off |
| Stagione    | Club                | Lega        | PG.               | G                 | A                 | Pt                | Pen               | PG.      | G        | A        | Pt       | Pen      |
| ----------- | ------------------- | ----------- | ----------------- | ----------------- | ----------------- | ----------------- | ----------------- | -------- | -------- | -------- | -------- | -------- |
| 1990/91     | Pittsburgh Penguins | NHL         | 80                | 27                | 30                | 57                | 42                | 24       | 3        | 10       | 13       | 6        |
| 1991/92     | Pittsburgh Penguins | NHL         | 70                | 32                | 37                | 69                | 34                | 21       | 11       | 13       | 24       | 6        |
| 1992/93     | Pittsburgh Penguins | NHL         | 81                | 34                | 60                | 94                | 61                | 12       | 5        | 4        | 9        | 23       |
| 1993/94     | Pittsburgh Penguins | NHL         | 80                | 32                | 67                | 99                | 61                | 6        | 2        | 4        | 6        | 16       |
| 1994/95     | HC Kladno           | CZE         | 11                | 8                 | 14                | 22                | 0                 | xx       | xx       | xx       | xx       | xx       |
| 1994/95     | Pittsburgh Penguins | NHL         | 48                | 32                | 38                | 70                | 37                | 12       | 10       | 5        | 15       | 6        |
| 1994/95     | HC Bolzano          | Serie A ¹   | 5                 | 8                 | 8                 | 16                | 4                 | xx       | xx       | xx       | xx       | xx       |
| 1994/95     | Schalker Haie 87    | GER         | 1                 | 1                 | 10                | 11                | 0                 | xx       | xx       | xx       | xx       | xx       |
| 1995/96     | Pittsburgh Penguins | NHL         | 82                | 62                | 87                | 149               | 96                | 18       | 11       | 12       | 23       | 18       |
| 1996/97     | Pittsburgh Penguins | NHL         | 63                | 47                | 48                | 95                | 40                | 5        | 4        | 4        | 8        | 4        |
| 1997/98     | Pittsburgh Penguins | NHL         | 77                | 35                | 67                | 102               | 64                | 6        | 4        | 5        | 9        | 2        |
| 1998/99     | Pittsburgh Penguins | NHL         | 81                | 44                | 83                | 127               | 66                | 9        | 5        | 7        | 12       | 16       |
| 1999/00     | Pittsburgh Penguins | NHL         | 63                | 42                | 54                | 96                | 50                | 11       | 8        | 8        | 16       | 6        |
| 2000/01     | Pittsburgh Penguins | NHL         | 81                | 52                | 69                | 121               | 42                | 16       | 2        | 10       | 12       | 18       |
| 2001/02     | Washington Capitals | NHL         | 69                | 31                | 48                | 79                | 30                | xx       | xx       | xx       | xx       | xx       |
| 2002/03     | Washington Capitals | NHL         | 75                | 36                | 41                | 77                | 38                | 6        | 2        | 5        | 7        | 2        |
| 2003/04     | Washington Capitals | NHL         | 46                | 16                | 29                | 45                | 26                | xx       | xx       | xx       | xx       | xx       |
| 2003/04     | New York Rangers    | NHL         | 31                | 15                | 14                | 29                | 12                | xx       | xx       | xx       | xx       | xx       |
| 2004/05     | HC Rabat Kladno     | CZE         | 17                | 11                | 17                | 28                | 16                | -        | -        | -        | -        | -        |
| 2004/05     | Avangard Omsk       | RUS         | 40                | 20                | 30                | 50                | 63                | 14       | 6        | 10       | 16       | 32       |
| 2005/06     | New York Rangers    | NHL         | 82                | 54                | 69                | 123               | 72                | 2        | 0        | 1        | 1        | 2        |
| 2006-07     | New York Rangers    | NHL         | 82                | 30                | 66                | 96                | 78                | 10       | 5        | 6        | 11       | 12       |
| Totale CZE  | Totale CZE          | Totale CZE  | 223               | 201               | 170               | 371               | 30                | 19       | 13       | 9        | 22       | 0        |
| Totale NHL² | Totale NHL²         | Totale NHL² | 1191              | 621               | 907               | 1528              | 849               | 159      | 72       | 94       | 166      | 137      |

¹ Gli incontri sono stati tutti giocati nel Torneo Sei Nazioni

² Fino al 2006/07